# 1490 Limpopo
1490 Limpopo је астероид главног астероидног појаса са пречником од приближно 18,58 .
Афел астероида је на удаљености од 2,715 астрономских јединица (АЈ) од Сунца, а перихел на 1,989 АЈ.
Ексцентрицитет орбите износи 0,154, инклинација (нагиб) орбите у односу на раван еклиптике 10,025 степени, а орбитални период износи 1317,876 дана (3,608 године).
Апсолутна магнитуда астероида је 12,00 а геометријски албедо 0,081.
Астероид је откривен 14. јуна 1936. године.